# CCL24
CCL24 (englisch CC-chemokine ligand 24) ist ein Zytokin aus der Familie der CC-Chemokine.

## Eigenschaften
CCL24 ist an Entzündungsprozessen beteiligt. Es bindet an CCR3 und ist chemotaktisch für Eosinophile, ruhende T-Zellen und in geringerem Umfang auch für Neutrophile. CCL24 ist an der Entstehung von Acetylsalicylsäure-induziertem Asthma beteiligt.